# Muhlenbergia sobolifera
Muhlenbergia sobolifera är en gräsart som först beskrevs av Henry Ernest Muhlenberg, och fick sitt nu gällande namn av Carl Bernhard von Trinius. Muhlenbergia sobolifera ingår i släktet muhlygräs, och familjen gräs. Inga underarter finns listade i Catalogue of Life.